# José Rivas Fontán
 (février 2023).
Si vous disposez d'ouvrages ou d'articles de référence ou si vous connaissez des sites web de qualité traitant du thème abordé ici, merci de compléter l'article en donnant les références utiles à sa vérifiabilité et en les liant à la section « Notes et références ».
José Rivas Fontán, né le 31 août 1941 à Pontevedra, est un homme politique espagnol, membre du Parti populaire (PP). Il est maire de Pontevedra entre 1979 et 1991 sous différentes étiquettes politiques.

## Famille et études
José Rivas Fontán naît le 31 août 1941 dans la section municipale de San Martín de Verducido - Xeve, à Pontevedra. Il est le plus jeune de trois frères.
Après des études secondaires au lycée Valle-Inclán de la ville, il accomplit son service militaire à Pontevedra. Il entre ensuite à l'École normale. Il devient professeur des écoles après avoir réussi le concours d'entrée, en 1963. Il est affecté à l'enseignement pour adultes.
Il se marie en 1965 avec María Gloria Lis Corral. Le couple aura quatre enfants.

## Activité politique

### Député au Congrès
Lors des élections générales de 1977, José Rivas Fontán est élu député de Pontevedra au Congrès des députés, sur la liste de l'Union du centre démocratique (UCD). En 1978, il entre à la Junte de Galice pré-autonome, au poste de secrétaire général.
En sa qualité de député élu en Galice, il fait partie de l'Assemblée parlementaire, chargée de rédiger le statut d'autonomie. Secrétaire de l'institution, il l'est également au sein de la « commission des Seize », composé de personnalités politiques de tous horizons et devant proposer un avant-projet de statut.

### Maire de Pontevedra
Pour les élections municipales du 3 avril 1979, José Rivas Fontán — qui n'était pas candidat aux élections générales du 1er mars précédent et ne siège donc plus au Congrès — se présente à la mairie de Pontevedra, comme tête de liste de l'UCD. Avec 32 % des voix, il remporte 9 sièges sur 25, après quoi il est investi maire de la ville.
Il remporte un nouveau mandat lors du scrutin du 8 mai 1983, à la tête de la liste de la coalition Alliance populaire-Parti démocrate populaire-Union libérale (AP-PDP-UL), obtenant sa seule majorité absolue avec 56,9 % des suffrages exprimés et 17 élus. Aux élections du 10 juin 1987, il change de nouveau d'étiquette et conduit la liste « Indépendant de Galice », qui arrive en tête avec 33,68 % des voix et 10 conseillers municipaux.

### Retour au Congrès et fin de carrière
José Rivas Fontán renonce à se présenter à un quatrième mandat aux élections de 1991 et se retire de la vie politique. Pancho Cobián, du Parti populaire (PP), lui succède à la mairie. Il fait son retour à la vie publique cinq ans plus tard, briguant avec succès un mandat de député de Pontevedra au Congrès sur la liste du Parti populaire aux élections générales de 1996. Il est réélu en 2000, mais ne se représente pas en 2004.